# Sindrome di Otello
(Otello, Il moro di Venezia di William Shakespeare)

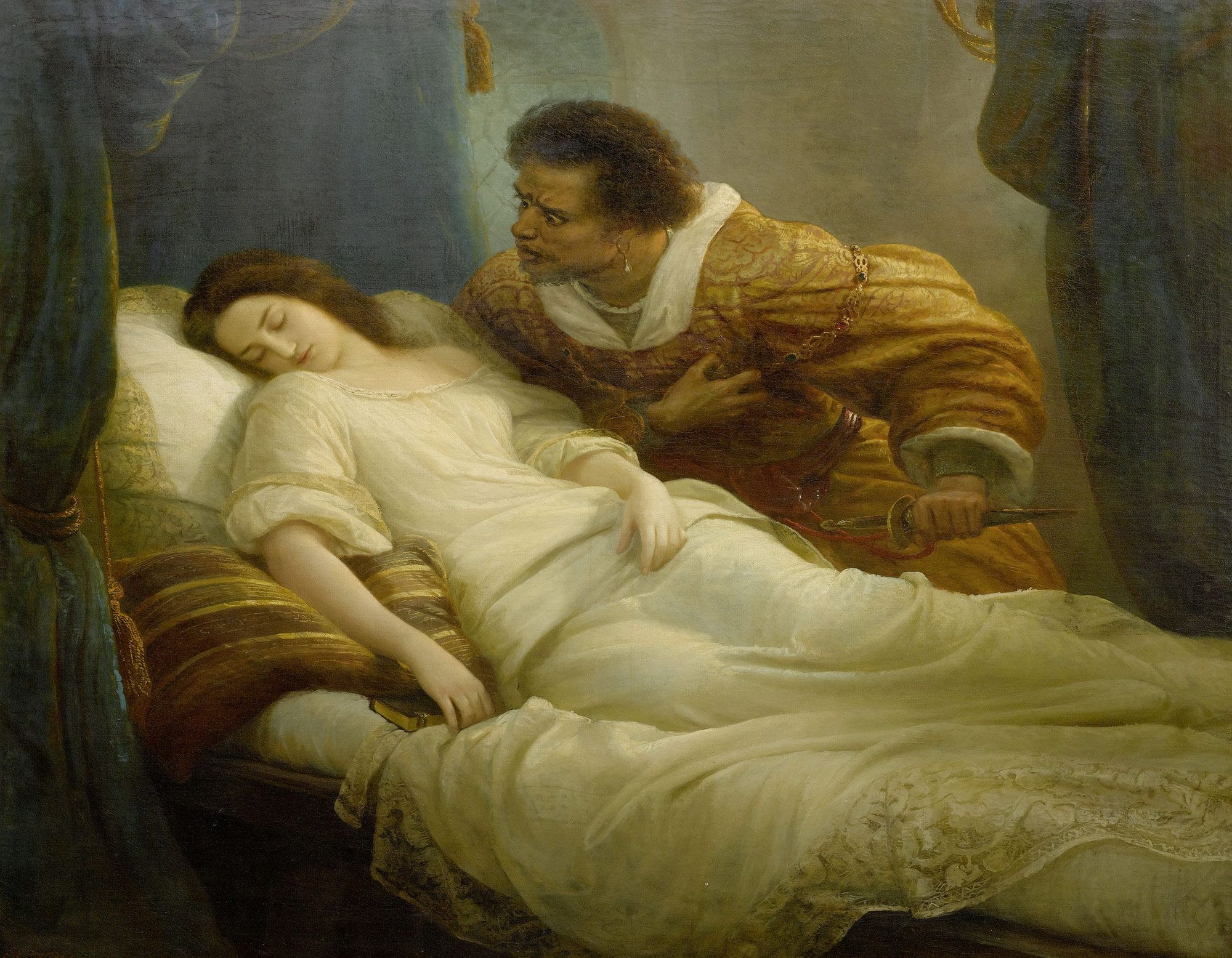
Otello con Desdemona addormentata, Christian Köhler, 1859.

La sindrome di Otello, nota anche come gelosia delirante, gelosia ossessiva o paranoia alcolica, è una sindrome psicopatologica caratterizzata da una forte convinzione sull'infedeltà del proprio partner (che in alcuni casi, può arrivare ad assumere la forma di un vero e proprio delirio). La sindrome presenta un quadro sintomatico simile al disturbo delirante e al disturbo paranoide di personalità. 
Tale definizione deriva dal nome del protagonista dell'opera di William Shakespeare, Otello, che uccide la moglie Desdemona a causa di false accuse di tradimento.

## Caratteristiche
La sindrome di Otello si manifesta generalmente quando una persona accusa in modo ossessivo e simil-delirante il proprio coniuge o partner sessuale di essere infedele, senza alcuna prova reale o sulla base di prove minime o/e prive di significato.
Il soggetto è dominato anche da particolari emozioni/sentimenti: ostilità, ambivalenza, vissuti di possessività, diffidenza, intransigenza, ricerca esasperata di rinforzi, insicurezza, angosce variamente orientate, esigenza di dominio e controllo.
A differenza di altri disturbi deliranti, le persone che soffrono di questa sindrome hanno un'elevata probabilità di incorrere in comportamenti devianti, come stalking, cyberstalking, sabotaggio, o crimini violenti. La gelosia morbosa è spesso associata con l'alcolismo, la tossicodipendenza e la disfunzione sessuale. Sono stati descritti casi di gelosia delirante anche dopo attacchi apoplettici e malattie cerebrali. Può essere causata anche da uno scompenso psicotico acuto.

## Diagnosi differenziale
Non è sempre facile fissare un limite tra il sentimento normale di gelosia e quello perverso e patologico che assume nella forma di sindrome di Otello. Una diagnosi differenziale tra gelosia delirante e non delirante, dovrebbe opportunamente verificare:
- la presenza di ideazione delirante o pensieri inusuali;
- il modo in cui la tematica morbosa di gelosia sia espressa e quanto sia prevalente;
- la correlazione tra tale tematica e il funzionamento psicopatologico dell'individuo;
- la presenza o meno di indicatori di altri gravi disturbi mentali.

Sarà cioè opportuno verificare l'incidenza funzionale della gelosia sul funzionamento globale della personalità dell'individuo. 